# 哈佛肯尼迪学院
约翰·F·甘迺迪政府学院（英語：John F. Kennedy School of Government），簡稱哈佛甘迺迪学院或甘迺迪政府學院（Harvard Kennedy School，缩写：HKS），是世界顶尖的公共政策学校，也是美国哈佛大学的研究生院之一。学院可授公共政策、公共管理和国际发展等学位，也进行各种与政治和政府有关的研究。
「肯尼迪政府学院」原先是哈佛大学的「公共管理研究生院」（ ，略稱GSPA），始建于1936年。1960年代，为纪念遇刺身亡的校友约翰·F·肯尼迪總統，哈佛政治学院成立，但其主要是培养本科生。1978年，两学院合并。
如今，肯尼迪学院开设四门硕士课程。公共政策硕士（MPP）主要致力于政策分析、公共经济、公共管理和政策设计等方面。公共管理硕士（MPA）课程分两种：为工作7-15年的职业人开设的为期1年的课程和为毕业不久的职业人开设的为期2年的课程。MPP和MPA交叉学习，这也是学院的特色之一。国际发展公共管理硕士（MPA/ID）是肯尼迪学院最新的项目，专注发展中国家和地区的发展问题，以学习博士班的高级经济学课程为主。
肯尼迪学院与哈佛商学院、哈佛法学院、哈佛神学院和哈佛医学院共同开设学位课程，也与日内瓦高级国际关系及发展学院（唯一与肯尼迪政府学院联合授学位的非美国大学）、哥伦比亚商学院、哥伦比亚法学院、耶鲁法学院、斯坦福商学院和纽约大学法学院联合授学位。肯尼迪学院允许与鼓励学生通修哈佛商学院的课，而且许多肯尼迪学院的课程本身就是由哈佛商学院的教授教的。根据需要，学生亦可以在麻省理工学院斯隆管理学院和塔夫茨大学弗莱彻法律与外交学院选修课程。
截至2011年，学院共有来自137个国家的毕业生逾27,000人，分布在各私人和公共领域的重要位置。

## 知名校友

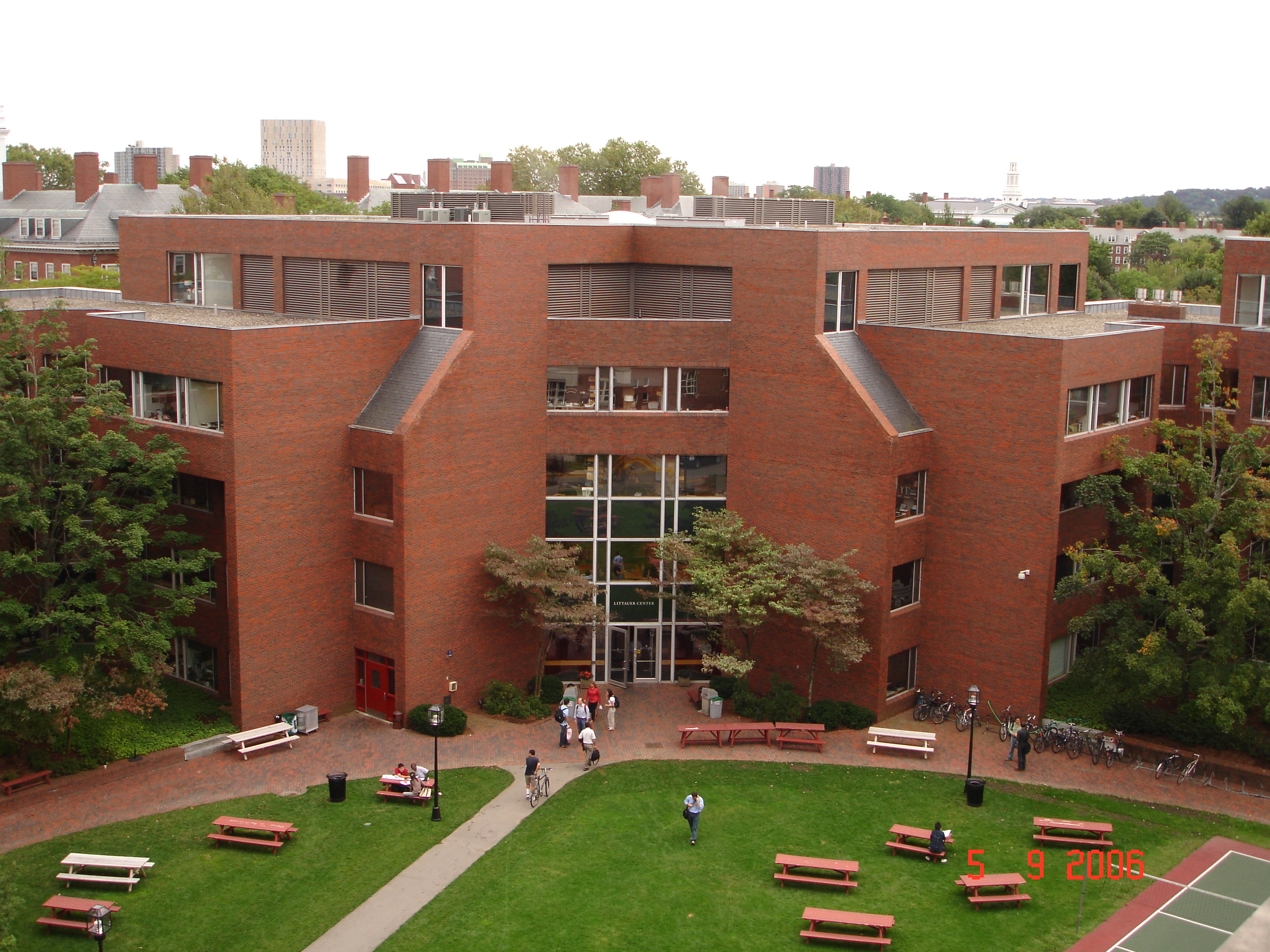
利陶尔大楼

- 潘基文：联合国秘书长
- 罗伯特·佐利克：世界银行行长
- 卢卡斯·帕帕季莫斯：希腊总理
- 盐崎恭久：日本内阁官房长官
- 安德烈·布瓦克莱尔（英语：André Boisclair）：加拿大政治家
- 格雷厄姆·艾利森：雷根總統特別顧問，修昔底德陷阱一詞的提出人
- 林芳正：日本農林水產大臣、防衛大臣
- 安娜·埃斯科贝多·卡布拉尔（英语：Anna Escobedo Cabral）：美国财政部财务长
- 费利佩·卡尔德龙：墨西哥总统
- 安德鲁·卡德（英语：Andrew Card）：美国白宮幕僚長
- 胡可誠：美國陸軍退役中將，前美国驻华大使馆國防武官
- 尾上定正：日本航空自衛隊退役空將（中將），軍事研究者及作家
- 曾俊华：香港特别行政区前财政司司长
- 查希亚·额勒贝格道尔吉：蒙古总理
- 何塞·玛丽亚·菲格雷斯：哥斯达黎加总统、世界经济论坛CEO
- 鲍勃·霍尔登（英语：Bob Holden）：美國密苏里州州长
- 许仕仁：香港特别行政区前政务司司长
- 埃伦·约翰逊-瑟利夫：利比里亚总统
- 刘鹤：中华人民共和国国务院副总理
- 李书磊：中国共产党中央宣传部部长
- 李显龙：新加坡总理
- 尚达曼：新加坡總統、国际货币与金融委会员（英语：International Monetary Fund）主席
- 克劳斯·施瓦布：世界经济论坛执行主席
- 曾荫权：香港特别行政区前行政长官
- 聶德權：香港特别行政区公務員事務局局長
- 阿尔瓦罗·乌里韦·贝莱斯：哥伦比亚总统
- 皮埃尔·特鲁多：加拿大总理
- 周玉蔻：台灣知名媒體人

## 訪問學者
- 謝長廷：台灣第19任行政院長。[12]
- 唐飛：台灣第16任行政院院長。[13]
- 王瑞傑（Jui-Chien Wang）：台灣財政部關稅總局的估價處處長，研究美國實施世界貿易組織（WTO）協定的情況。[14]
- 楊文青（Wen-Ching Yang）：台灣金融監督管理委員會顧問，曾是南加州大學的訪問學者，研究金融和經濟犯罪調查及金融法。[14]
- 何日生：慈濟慈善基金會副執行長，推廣《善經濟》。[15]
- 印永翔：台灣師範大學副校長，管理學院教授。曾擔任擔亞太教育基金會董事、國家政策研究基金會顧問等職務。[16]
- 吳青松：國立臺灣大學國企系的名譽教授。曾任經濟部產業諮詢委員會委員、台灣菸酒股份有限公司董事等職務。[17]
- 林益全（William Lin Yi Chuan）：國立臺灣大學國企系的兼任教授，現任關鍵評論網TNL Mediagene媒體集團執行董事、度金針資本的創始合夥人暨董事長。[18]